# Nicola Campogrande
Nicola Campogrande (Torino, 9 ottobre 1969) è un compositore, direttore artistico, critico musicale, conduttore radiofonico e televisivo italiano.

## Biografia
Nicola Campogrande si è diplomato in composizione presso i Conservatori di Milano (con Azio Corghi) e di Parigi.
È considerato uno dei compositori italiani oggi più importanti. Nella sua musica, che dal 2017 è pubblicata in esclusiva dalla Breitkopf & Härtel, la critica e il pubblico riconoscono freschezza ed espressività, messe al servizio di lavori con una forte componente spettacolare.
Oltre ai molti lavori destinati al teatro musicale, scrive prevalentemente musica cameristica e sinfonica e ha sviluppato un catalogo che comprende più di 200 brani. Tra i suoi interpreti ci sono Riccardo Chailly, Lilya Zilberstein, Gauthier Capuçon, Mario Brunello, Sergej Krilov e molti altri musicisti e orchestre che hanno in repertorio suoi lavori e li presentano regolarmente in stagioni concertistiche di tutto il mondo. Tra i suoi committenti figurano la Filarmonica della Scala, la Russian National Orchestra, l’Orchestre National d’Île-de-France, l’Orchestra Sinfonica di Milano, ADDA Sinfónica (Alicante), la Saint-Paul Chamber Orchestra (Minnesota), la Lithuanian National Symphony Orchestra.
La sua musica si può ascoltare grazie a 35 cd monografici e collettivi. Tra i suoi lavori sinfonici di maggior successo vanno citati il "Concerto per pubblico e orchestra", "R (Un ritratto per pianoforte e orchestra)", le ventiquattro "Expo Variations", "Urban gardens" per pianoforte e orchestra la "Sinfonia n. 1", la "Sinfonia n. 2 «Un mondo nuovo»". Tra quelli cameristici "Nudo" per pianoforte, "Forme di felicità" per violino e pianoforte, i "Preludi a getto d’inchiostro" per chitarra. Tra le sue opere più apprezzate figurano "Opera italiana", "#Folon", "La notte di San Nicola".
Diplomatosi ai conservatori di Milano e di Parigi, dal 1998 conduce trasmissioni culturali su Rai Radio3. Per la tv ha condotto per anni la trasmissione settimanale "Contrappunti" sul canale Classica HD (Sky). Collabora con le pagine culturali del Corriere della Sera e ha pubblicato "Occhio alle orecchie. Come ascoltare musica classica e vivere felici" (Ponte alle Grazie, 6 edizioni), "100 brani di musica classica da ascoltare una volta nella vita" (BUR Rizzoli, 3 edizioni), "Capire la musica classica ragionando da compositori" (Ponte alle Grazie), "Viaggio al centro dell’orchestra" (BUR Rizzoli), "Storia della musica classica. Il racconto di un'avventura straordinaria, dal Medioevo a Spotify" (Ponte alle Grazie) e il corso di musica per la scuola media "Prima la musica!" (Lattes). In passato ha diretto per quindici anni il mensile Sistema Musica ed è stato critico musicale di Repubblica e del supplemento Musica!, de L'Indice dei libri del mese, di Piano Time.
È stato direttore artistico del festival MITO SettembreMusica dal 2016 al 2023, membro della commissione artistica internazionale di Europa Cantat e, per undici anni, direttore artistico dell'Orchestra Filarmonica di Torino.
Dal 2023 è compositore residente dell'Orchestra Sinfonica di Milano e del Teatro Comunale di Bologna.
Insegna alla Scuola Holden di Tecniche della narrazione e, insieme a Gloria Campaner, è direttore artistico della stagione "Seven Springs. Il suono della Holden".

## Alcune opere significative

### Opera e teatro musicale
- Il ventre del mare, su testo di Alessandro Baricco (1994)
- Capelas imperfeitas, su testi di Dario Voltolini (1997)
- Cronache animali, su poesie di Toti Scialoja (1998)
- Quando piovvero cappelli a Milano, su testo di Gianni Rodari (da Tante storie per giocare) (2000)
- Quarantotto botteghe, su testi di Dario Voltolini e Gad Lerner
- Tempi burrascosi, su testi di Dario Voltolini (2009)
- Opera italiana, su libretto di Piero Bodrato (2010)
- De bello gallico, su libretto di Piero Bodrato (2016)
- #Folon, su libretto di Piero Bodrato (2017)
- La notte di San Nicola, su libretto di Piero Bodrato (2020)
- I due usignoli, su libretto di Piero Bodrato (2023)

### Orchestra (anche con solisti)
- Concerto per pianoforte e orchestra (2002) dal Concerto per cembalo e archi BWV 1052 di Bach
- Absolut - Concerto per violoncello, basso elettrico e orchestra d'archi (2004) - vers. orchestra (2007)
- Sinfonietta (2004)
- Tre piccolissime musiche notturne (2006)
- Soffio blu - Concerto per flauto, e orchestra d'archi (2006)
- Warm trip - Concerto per violoncello  e orchestra d'archi (2007)
- Paganini, Paganini! per violino e orchestra (2011)
- Quatre modes d'extinction du jour (d'après une phrase oubliée par Debussy") per violino e orchestra (2012)
- Urban Gardens per pianoforte e orchestra (2012)
- R (un ritratto per pianoforte e orchestra) per pianoforte e orchestra (2012)
- Banksy Promenade per orchestra (2013)
- Magia nera for orchestra (2013)
- The Expo Variations per orchestra (2015)
- Concerto per pubblico e orchestra "Trois langages imaginaires" (2015)
- Divertimento (2016)
- Le felicità, for soprano, choir and orchestra (2018)
- Le sette mogli di Barbablù for actor and orchestra  (2018)
- Sinfonia n. 1 (2019-2021)
- Cinque modi per aprire un concerto (2021)
- Concerto per violino e orchestra (2021)
- Decisamente allegro (2022)
- Sinfonia n. 2 "Un mondo nuovo" (2022)
- Concerto allegro per chitarra e orchestra (2023)
- Quattro modi di sorridere per orchestra d'archi (2023)
- Concerto per violino, corno, pianoforte e orchestra (2023)
- Vulcani immaginari (2024)
- Liberi tutti. Concerto per quartetto d'archi e orchestra (2024)

### Musica da camera
- La voce delle nuvole che non ci sono più per clarinetto basso e voce recitante (1992)
- Torino, una sigla per flauto, violino e violoncello (1993)
- Tutto il mondo per violino, violoncello e pianoforte (1994)
- Macchina per aspettare che sia pronto il the per quattro strumenti (1995)
- Arrivano i nostri per violino, violoncello e pianoforte (1998)
- Tililadodin per arpa e pianoforte (2000)
- Blu tranquillo, per otto strumenti (2002)
- Danze del riso e dell'oblio per fisarmonica e pianoforte (2004)
- Esterno di edificio per quintetto d'archi (2 violini, viola, violoncello, contrabbasso) (2005)
- Follie per 2 violini, tiorba, violoncello e clavicembalo (2005)
- Effetto Kreutzer per violino e pianoforte (2007)
- Danze della signorina Olivia per violino e pianoforte (2008)
- Woody Woody per sestetto d'archi (2008)
- Primo resoconto dalla città che danza per quartetto d'archi (2009)
- Istruzioni per il cielo per clarinetto, viola e pianoforte (2011)
- Rimedi per l'anima per quartetto d'archi (2011)
- 150 decibel per violoncello e pianoforte / viola e pianoforte / trio di pianoforti) (2015)
- Paganini, Paganini!  per violino and pianoforte (2011-2019)
- Divertimento per archi (2019)
- Forme di felicità per violino and pianoforte (2020)
- Urban gardens versione per quartetto con pianoforte (2023)
- Musica trasparente per quartetto d'archi (2024)

### Musica vocale e corale
- Dipingendo per baritono e scatola di the (1995)
- La testa del chiodo per coro di voci bianche, testo di Gianni Rodari (1996)
- Hölderlied per soprano ed ensemble (1996)
- Canto dell'animale senza nome per voce e pianoforte, testo di Dario Voltolini (2000)
- Il mare è un grande latte per coro di voci bianche a 2 parti, testo di Dario Voltolini (2002)
- La magnifica spedizione fu...turista da Milano a Marechiare per uccidere il chiaro di luna per voce ed ensemble, testo di Elio e Piero Bodrato (2009)
- Agnus Dei per coro misto (2011)
- Piccola Messa Italiana per coro misto e orchestra (2013)
- Amore per coro maschile (2014)

### Strumenti solisti
- Modicomò per flauto (1993)
- Il Finale, versione per pianoforte (1994)
- Passa di qui per clarinetto (1997)
- Tichitachitac per marimba e hi-hat (1997)
- Preludi a getto d'inchiostro per chitarra (2001-2003)
- Bach Werke Variation per pianoforte (2003)
- La dolce Italia per pianoforte (2003)
- Progetto per una notte di stelle per arpa (2006)
- Momento musicale per pianoforte (2007)
- Casorati groove per pianoforte (2008)
- Bizzarra per violino (2011)
- Hauptstimmen per oboe (2013)
- Nudo per pianoforte (2015)
- 12 Preludi a getto d'inchiostro for 11 Stings Guitar - di Christian Lavernier (2018)
- Preludi da viaggio per pianoforte (2021)

### Musica per cinema, mostre e teatro
- Una pallida felicità (1995) Commissione del Teatro Stabile di Torino
- Dal matrimonio al divorzio (1996) Commissione del Teatro Stabile di Torino
- I corvi (1997) Commissione di Rai Radio Tre - Progetto "Teatri alla radio"
- Antenati (1997) Commissione del Teatro Settimo
- Giovanna d'Arco (1998) Commissione del Teatro Stabile di Torino
- Il nome della rosa (2005) Commissione di Rai Radio Due per la versione radiofonica realizzata da Giuseppe Venetucci
- Africa, capolavori da un continente per la mostra omonima. Torino, Galleria d'arte moderna, 2003 - 2004.
- Carol Rama - Di più, ancora di più, regia di Simone Pierini - documentario (2003)
- Modigliani per la mostra "Modigliani. L'angelo dal volto severo". Milano, Palazzo Reale, 2003.
- Valzer (2007) per il film di Salvatore Maira
- Musica per Sebastiano del Piombo (2008) per la mostra omonima. Roma, 2008
- Musica per Palladio (2008) per la mostra omonima. Vicenza, 2008-2009
- Dai Templari a Napoleone (2009) per la mostra omonima. Reggia di Venaria, 2009-2010

## Discografia
- La voce delle nuvole che non ci sono più, DDT (1992)
- Mosorrofa, o dell'ottimismo (su testi di Dario Voltolini), DDT (1993)
- Il finale, DDT (1994)
- Capelas imperfeitas - Diciotto canzoni senza tetto su testi di Dario Voltolini, DDT (1997)
- Cronache animali - Pocket opera per attrice che canta e cinque strumenti su testi di Toti Scialoja, DDT (1998)
- Africa. Capolavori da un continente, DDT (2004)
- Danze del riso e dell'oblio, STRADIVARIUS (2005)
- Tango del vento? e Bossa del vento? in Luz, VELUT LUNA (2005)
- Progetto per una notte di stelle, VELUT LUNA (2006)
- Preludi a getto d'inchiostro, VELUT LUNA (2006)
- Skin, ACME (2007)
- Promenade des petites notes, STRADIVARIUS (2007)
- Melodie per preparare la carta, VELUT LUNA (2007)
- Valzer (original soundtrack), CAM (2007)
- La voce delle nuvole che non ci sono più, BA (2007)
- Musica per Sebastiano del Piombo, HUKAPAN (2008)
- Musica per Palladio, HUKAPAN (2008)
- Just married, OFT LIVE (2008)
- Tililadodin, DECCA (2008)
- Campogrande in jazz, DDT (2009)
- Danze della signorina Olivia, DDT (2010)
- La dolce Italia, DDT (2010)
- Tutto il mondo, NUOVA ERA
- Passa di qui, DATUM
- La testa del chiodo, PCT
- Tango, MARRERO
- Hauptstimmen (2016)
- Nudo, DDT (2020)
- Materna, BRILLIANT (2018)
- Amore, GENUIN (2019)
- Preludi a getto d'inchiostro, DDT (2020)
- Preludi a getto d'inchiostro, DA VINCI (2020)